# Торт любові
Торт любові — різновид манного торта, який їдять в Ірані та Шрі-Ланці в особливих випадках. Їх часто печуть для культурних свят, таких як Навруз або Різдво, днів народження та весіль, подають загорнутими в золотий папір, щоб гості з'їли або забрали додому.

## Історія
Походження перського торта любові розповідається через іранський фольклор, в якому одна перська жінка була шалено закохана в принца. Тому, щоб він піддався її чарам і закохався в неї, вона вирішила зачарувати його, приготувавши любовне зілля у вигляді чарівного торта. Так народився рецепт перського торта кохання.
Шрі-ланкійський пиріг кохання, хоча на нього вплинуло використання традиційних іранських інгредієнтів, таких як трояндова вода, має чітке походження від перського торта кохання.
Торт «Шрі-Ланка кохання» був представлений португальцями, але перетворився на кондитерський виріб, унікальний для Шрі-Ланки. Оригінальний рецепт шрі-ланкійського торта кохання сягає XVI століття, коли португальці контролювали прибережні райони країни, відомого як «Bolo di Amor». Торт складається з суміші інгредієнтів португальської випічки, наприклад манної крупи, разом із місцевими спеціями Шрі-Ланки, такими як мускатний горіх, кориця та кардамон.
Місцевий фольклор говорить, що його назва походить від того факту, що подрібнення спецій і горіхів робить цей пиріг справжньою працею кохання.
Шрі-Ланкійський торт любові схожий на сінгапурський пиріг «Саджі», в якому використовується мигдаль, а не горіхи кеш'ю.

## Характеристики
Торт «Любов» готується з манної крупи, горіхів кеш'ю, гарбузового варення, масла, яєць, цукру та меду, приправлених трояндовою водою та різноманітними спеціями, зокрема корицею, мускатним горіхом і кардамоном, створюючи ароматний, солодкий, злегка приправлений прянощами. М'який всередині та хрусткий зовні.